# Paul Hawkins
Robert Paul Hawkins (ur. 12 października 1937 roku w Melbourne, zm. 26 maja 1969 roku na torze Oulton Park) – australijski kierowca wyścigowy.

## Kariera
Po przyjeździe do Europy na początku lat 60. XX wieku, osiadł w Wielkiej Brytanii. Zdecydowaną większość swojej kariery spędził w klasie samochodów sportowych; okazyjnie występował również w Formule Junior i Formule 2.
W Formule 1 wystąpił w trzech wyścigach; wszystkie w sezonie 1965. Podczas Grand Prix Monako został drugim kierowcą w historii, który wpadł do zatoki przy wyjściu z tunelu (pierwszym był Alberto Ascari w 1955 roku). Podobnie jak Włoch, nie doznał poważnych obrażeń.
Największym sukcesem w jego karierze było zwycięstwo w słynnym Targa Florio w 1967 roku. W samochodzie Porsche partnerował mu wówczas Rolf Stommelen.
Ponadto wygrał wyścigi na dystansie 1000 kilometrów w Paryżu (1967) i torze Monza (1968).
Zginął tragicznie podczas wyścigu samochodów sportowych na torze Oulton Park. Jego Lola T70GT rozbiła się o przydrożne drzewo i stanęła w płomieniach. Kierowca poniósł śmierć na miejscu.